# シャラント県
シャラント県(シャラントけん、Charente)は、フランスのヌーヴェル＝アキテーヌ地域圏の県である。
県の東部から西部にかけてはシャラント川の上流と中流に当たっており、フランス国内の県に数多くある、川の名称にその名が由来する県である。

## 地理
ドゥー＝セーヴル県、ヴィエンヌ県、オート＝ヴィエンヌ県、ドルドーニュ県、そして最長の県境を共有するシャラント＝マリティーム県と接する。
自然区分上では、県はアキテーヌ盆地に含まれている。県北東部はリムーザン高原を介して中央高地となっている。東部はシャラント・リムーザン地方と呼ばれ県で最も標高が高く、オワゾー岩（fr）では368mに達する。他の山頂には、リムーザンに入り、ラ・ロシュフコー東にあるアルブル山塊の351mがある。
シャラント県の県境は、隣のオート＝ヴィエンヌ県からわずか数kmのところに水源を発するシャラント川の上流・中流域と一致する。
シャラント県の気候は、コニャックからアングレームまではアキテーヌ型の海洋性気候で、東に向かうと変化する。
コンフォランテ地方では海洋性気候が衰えた結果、平野部より気温が低く、降雨量が高い。さらには冬の寒さが厳しくなり、降霜や降雪が見られる。雷雨は一般的である。
風向きはほとんどが西北西の風で、特に嵐の時顕著である。最も激しかったマルタン嵐では、時速140kmの風が県内で吹き荒れた。北東からの風はあまり吹かない。

## 歴史

シャラント県の旧州区分

シャラント県は、1789年12月22日の王令によってフランス革命中の1790年3月4日に誕生した83のフランスの県の1つである。県を構成するのはアングレームを歴史的な中心地とするアングーモワの他、サントンジュの一部（県南部のバルベジウー＝サンティレールなど）、ラ・マルシュの一部（コンフォラン周辺）、ポワトゥーの一部（シャンパーニュ＝ムートン周辺）であった。

## 人口統計
| 1801年  | 1831年  | 1841年  | 1851年  | 1856年  | 1861年  | 1866年  |
| ------- | ------- | ------- | ------- | ------- | ------- | ------- |
| 299.029 | 362.531 | 367.893 | 382.912 | 378.721 | 379.081 | 378.218 |
| 1872年  | 1876年  | 1881年  | 1886年  | 1891年  | 1896年  | 1901年  |
| 367.520 | 373.950 | 370.822 | 366.408 | 360.259 | 356.236 | 350.305 |
| 1906年  | 1911年  | 1921年  | 1926年  | 1931年  | 1936年  | 1946年  |
| 351.733 | 347.061 | 316.279 | 312.790 | 310.489 | 309.279 | 311.137 |
| 1954年  | 1962年  | 1968年  | 1975年  | 1982年  | 1990年  | 1999年  |
| 313.635 | 327.658 | 331.016 | 337.064 | 340.770 | 341.993 | 339.628 |
| 2004年  | 2009年  |         |         |         |         |         |
| 344.708 | 351.563 |         |         |         |         |         |

## 文化
シャラントの文化は、歴史的文化財（ガロ＝ローマ遺跡、教会、城）そして花開いた芸術品（製陶、絵画、彫刻、詩作、文学）の両方に現れている。フランソワ1世の母ルイーズ・ド・サヴォワの宮廷がルネサンス時代に残した痕跡が深い。
シャラント県は北のオイル語と南のオック語を南北に分ける線が通る。

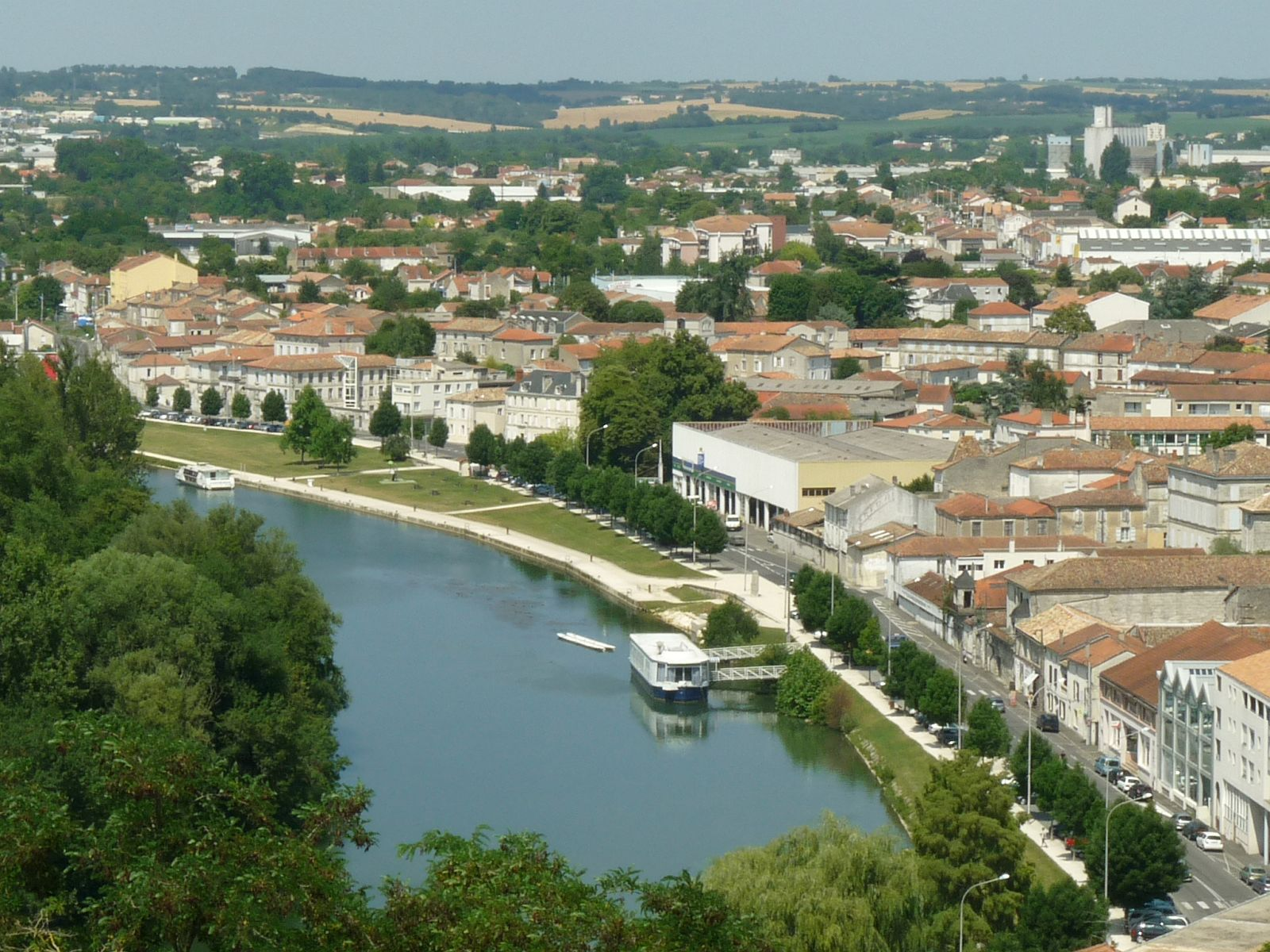
アングレーム
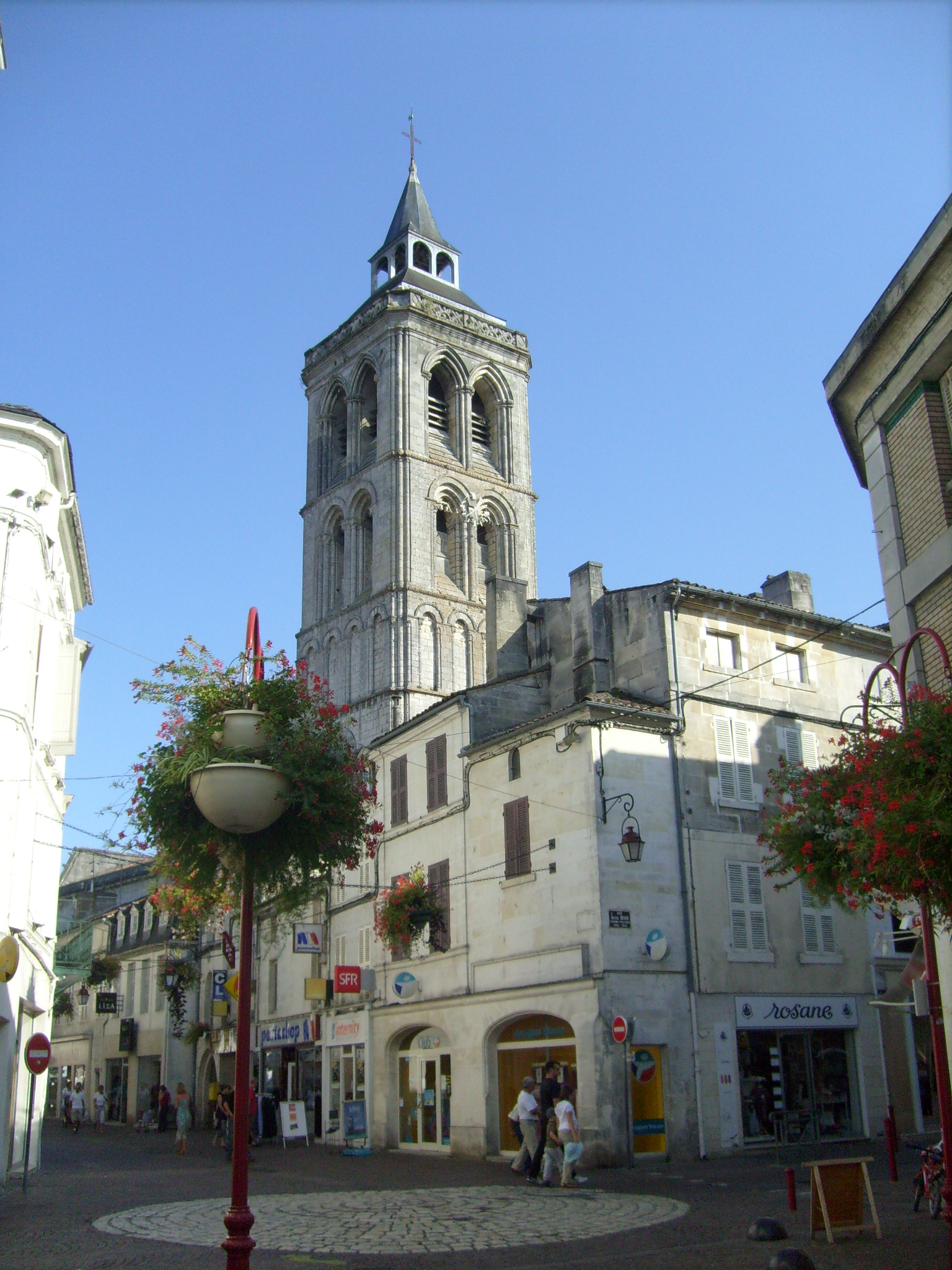
コニャック
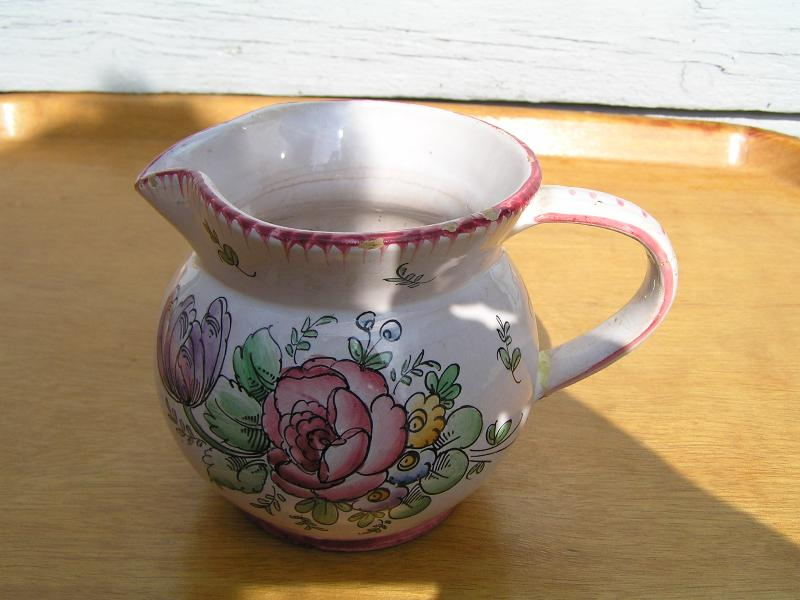
シャラントのファイアンス焼き
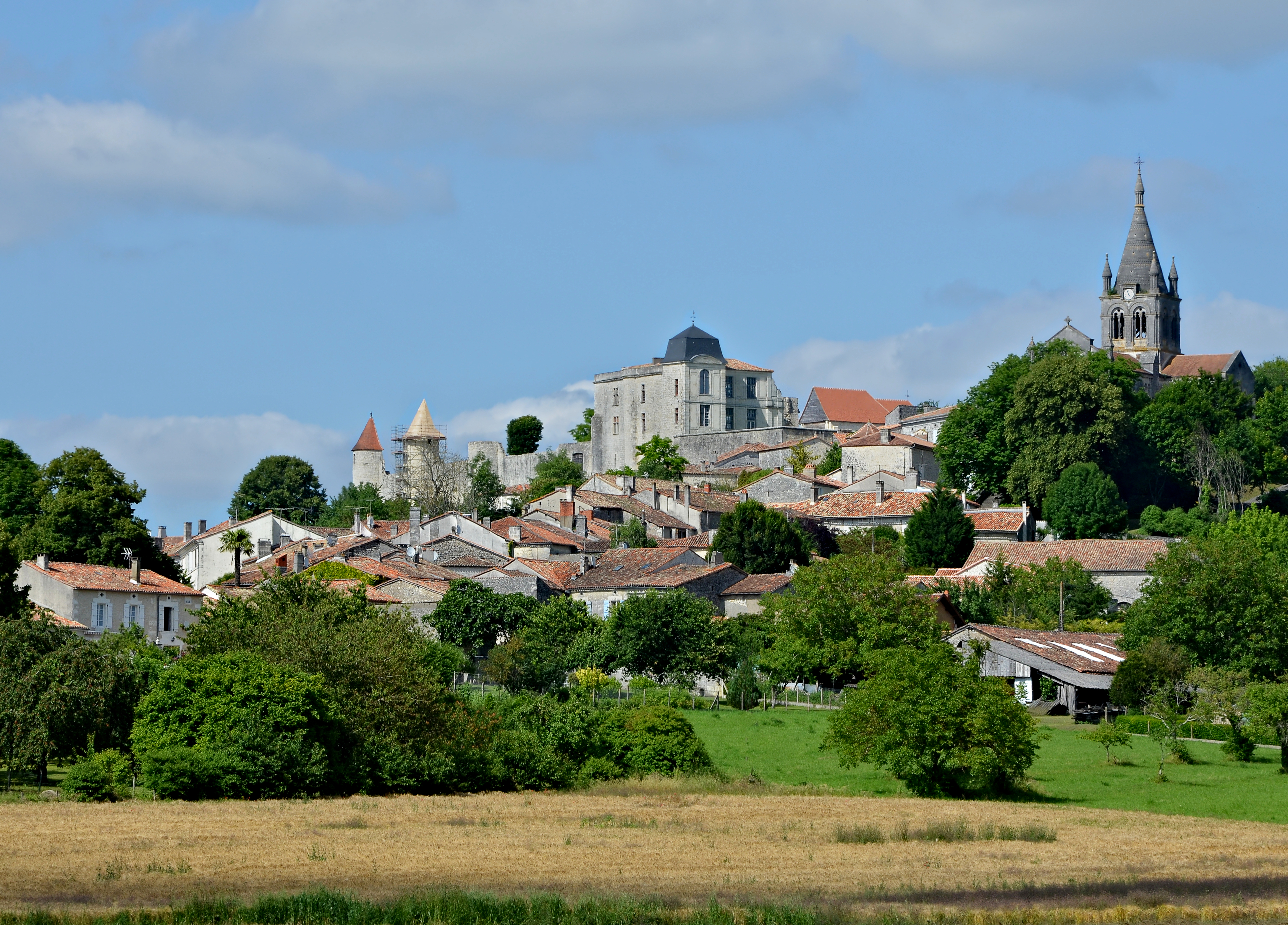
ヴィルボワ＝ラヴァレット
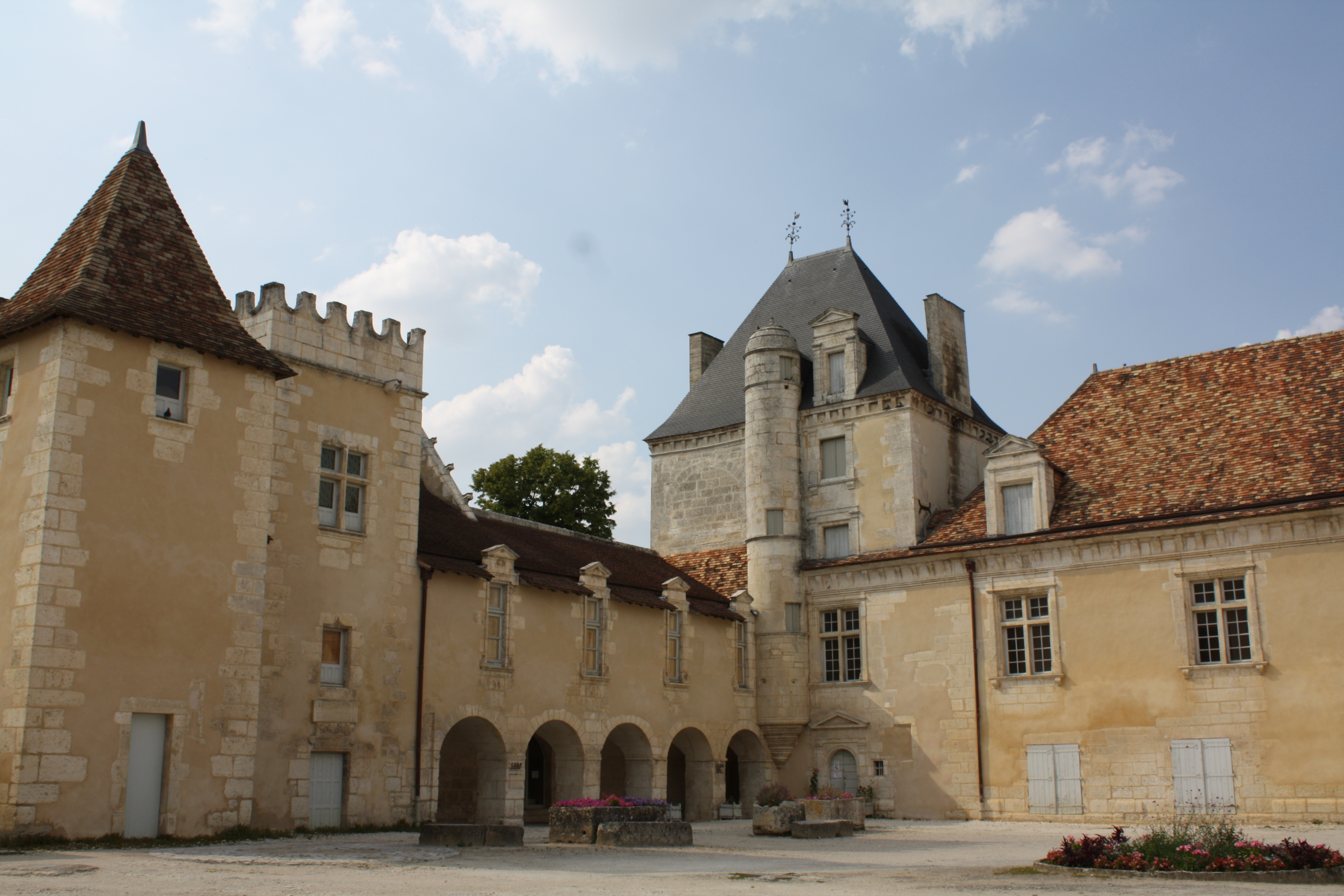
オワズルリー城